# Żalno
 (mars 2018).
Żalno est un village de la gmina de Kęsowo, du Powiat de Tuchola, dans la Voïvodie de Couïavie-Poméranie, situé dans le centre-nord de la Pologne,.
Il se situe à environ 6 kilomètres au nord-est de Kęsowo (siège de la gmina), 6 kilomètres à l'ouest de Tuchola (siège du powiat) et 56 kilomètres au nord de Bydgoszcz (capitale de la voïvodie).

## Administration
De 1975 à 1998, le village est attaché administrativement à l'ancienne Voïvodie de Bydgoszcz.